# Manifestación de Alexanderplatz
La manifestación de Alexanderplatz (en alemán: Alexanderplatz-Demonstration) fue una movilización popular en favor de profundas reformas políticas en la República Democrática Alemana, que tuvo lugar el 4 de noviembre de 1989 en la Alexanderplatz de Berlín Este. La marcha fue una de las más importantes en la historia de Alemania Oriental y fue una de las piezas clave en el final de la república socialista, que concluyó con la caída del Muro de Berlín cinco días después y la reunificación alemana que tendría lugar el 3 de octubre de 1990.
La movilización fue convocada por los actores y empleados de los teatros de Berlín Este y fue una de las pocas ocasiones en las que las autoridades permitieron una manifestación no gubernamental. Entre los portavoces de la marcha se unieron opositores, actores como Ulrich Mühe, y miembros oficiales como Günter Schabowski y Markus Wolf, que pidieron cambios en el sistema político. El número de asistentes se cifra entre 200.000 y 1.000.000 de personas, según las distintas fuentes.

## Historia

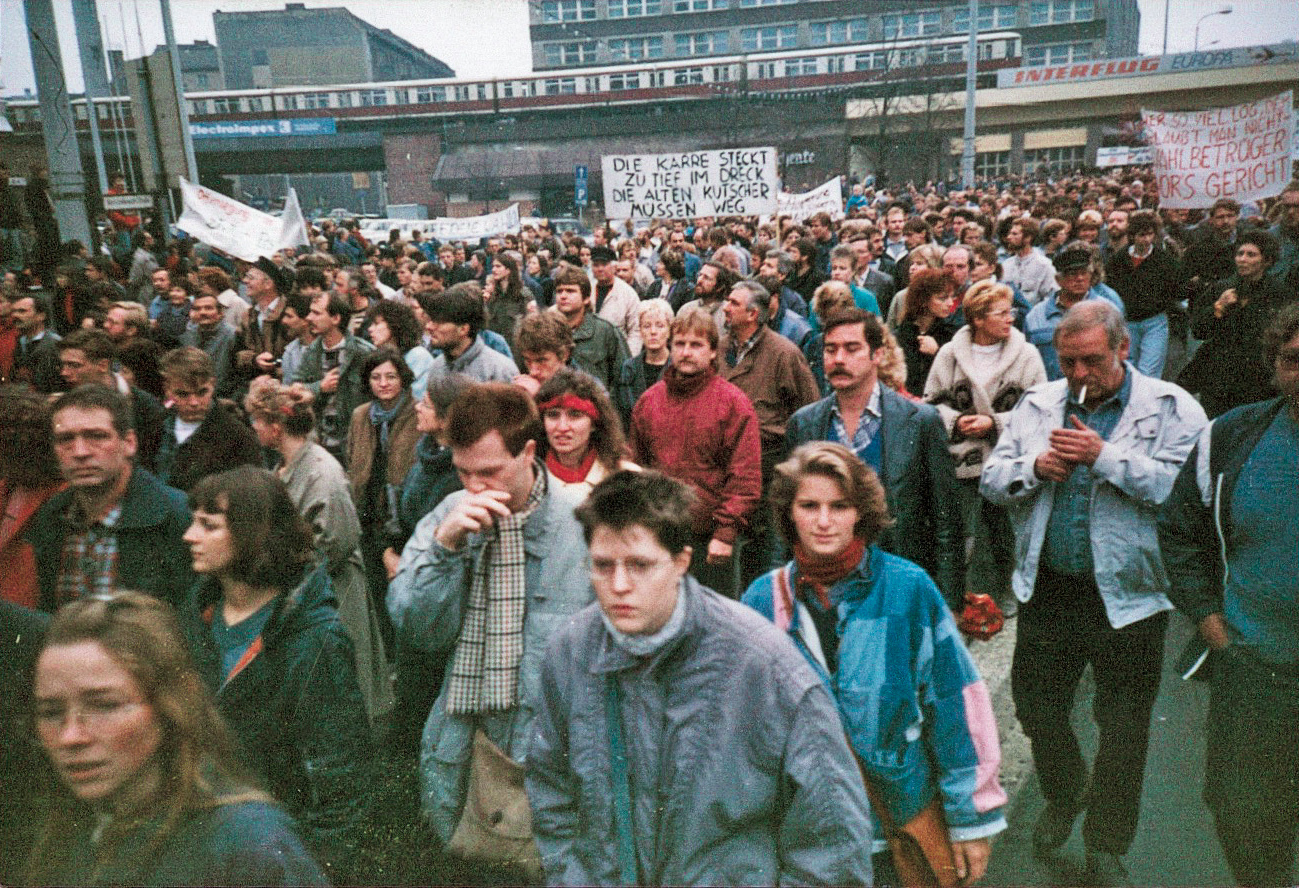
Principio de la Manifestación

### Convocatoria
A comienzos de octubre de 1989, las autoridades de la República Democrática Alemana prepararon el 40.º aniversario del estado socialista. Al mismo tiempo, se sucedían en todo el país protestas populares en favor de reformas políticas y libertades individuales, en pleno ocaso de los sistemas comunistas en Europa Oriental. Después de que Hungría abriera sus fronteras a Europa Occidental, muchos alemanes del Este realizaron un éxodo masivo al país, como punto de partida para emigrar a la República Federal Alemana. Del mismo modo, otros alemanes viajaron hasta Praga y Varsovia para pedir asilo en la RFA.
La situación política provocó que el Politburó de la RDA forzara, el 17 de octubre, la renuncia de Erich Honecker como jefe de Estado y secretario general del Partido Socialista Unificado. El nuevo líder del país, Egon Krenz, prometió reformas políticas y ordenó la apertura de la frontera de Checoslovaquia. A pesar de los anuncios, las movilizaciones populares para reclamar las reformas se intensificaron.

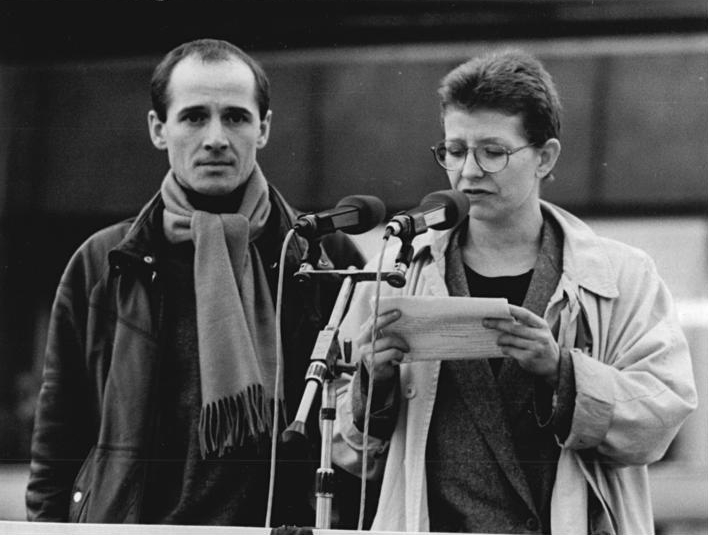
Ulrich Mühe y Johanna Schall, durante la lectura de un comunicado.

En protesta por la represión policial de una marcha popular en Berlín Este durante las celebraciones del 40.º aniversario, los actores y trabajadores de los teatros en la capital convocaron una manifestación en Alexanderplatz para exigir cambios en el país. La movilización no contó con el apoyo del Gobierno del Este, pero dio permiso para su celebración en una medida poco usual, porque en la mayoría de ocasiones sólo se permitían concentraciones oficiales. En la marcha se anunciaron no solo portavoces opositores o artistas, sino a miembros políticos del Estado socialista que también reclamaban cambios en el sistema.

### Transcurso de la manifestación
La marcha empezó a las 9:30 horas en el centro de Berlín Este, y a las 11:00 la cabecera llegó hasta Alexanderplatz. A la convocatoria acudieron ciudadanos de todo el país. Para evitar represalias policiales, la marcha fue pacífica y los manifestantes portaban carteles con consignas como "no a la violencia", "privilegios para todos" o "el pueblo también desea el paraíso socialista". Sin embargo, el lema que más se coreó fue "Wir sind das Volk" ("nosotros somos el pueblo"). Los asistentes reclamaron profundas reformas en el sistema político, elecciones democráticas y libertades civiles.
Los primeros discursos corrieron a cargo de los actores Marion van de Kamp, Johanna Schall, Ulrich Mühe y Jan Josef Liefers. Después llegaron distintos portavoces entre opositores, estudiantes y disidentes que reclamaron libertades y el final del sistema socialista, e incluso participaron algunos miembros del Gobierno como Günter Schabowski y Markus Wolf, que fueron abucheados por los allí presentes. Toda la marcha fue cubierta por Deutscher Fernsehfunk, la televisión pública del Estado socialista. La cifra de asistentes se situó en ese momento entre medio millón y un millón de manifestantes. Más tarde, el disidente Bärbel Bohley diría sobre Markus Wolf, exjefe del servicio de inteligencia exterior de Alemania Oriental y orador durante la manifestación: Cuando vi que le temblaban las manos porque la gente abucheaba, le dije a Jens Reich: Ya podemos irnos, ya se acabó. La revolución es irreversible".
Los oradores fueron en orden de aparición: el abogado Gregor Gysi, Marianne Birthler del grupo de oposición Iniciativa por la Paz y los Derechos Humanos, Markus Wolf, Jens Reich del grupo opositor Foro Nuevo, el político del Partido Liberal Democrático de Alemania Manfred Gerlach, el actor Ekkehard Schall, el miembro del Politburó del SED Günter Schabowski, el escritor Stefan Heym, el teólogo y disidente Friedrich Schorlemmer, la escritora Christa Wolf, el actor Tobias Langhoff, el director de cine Joachim Tschirner, el dramaturgo Heiner Müller, el rector universitario Lothar Bisky, el estudiante universitario Ronald Freytag, el escritor Christoph Hein, el estudiante húngaro Robert Juhoras y la actriz Steffie Spira.

### Pancartas
La consigna de protesta más usada tanto en las manifestaciones del lunes como en la manifestación de Alexanderplatz fue "Somos el pueblo" (en alemán: Wir sind das Volk) que se convirtió en "Somos un pueblo" (en alemán: Wir sind ein Volk) después de la caída del Muro de Berlín, para cambiar la razón de las manifestaciones. Otros lemas y pancartas están documentadas en fotos exhibidas en el Museo Histórico Alemán:
| - "Un punto de inflexión sin peros" ("Wende ohne wenn und aber") - "Derechos civiles no solo sobre el papel" ("Bürgerrechte nicht nur auf Papier") - "Rehabiliten a Robert Havemann" ("Rehabilitiert Robert Havemann") - "Privilegios para todos" ("Privilegien für alle") - "Socialismo si, Egon no" ("Sozialismus ja, Egon nein") - "No a las mentiras - un nuevo pueblo" ("Keine Lügen – neue Leute") | - "¿Nuevas ideas en viejas cabezas?" ("Neues Denken in alten Köpfen?") - "Democracia para el SED" ("Demokratie für die SED") - "No a los métodos nazis en el sistema penal" ("Keine Nazimethoden im Strafvollzug") - "Día de puertas abiertas en Wandlitz" ("Tag der offenen Tür in Wandlitz") - "¡Sindicatos independientes!" ("Unabhängige Gewerkschaft!") - "40 años son suficientes" ("40 Jahre sind genug") |

## Repercusión
El éxito de la manifestación fue una pieza clave en el proceso de reformas que terminó con el régimen socialista en Alemania Oriental. El 9 de noviembre del mismo año, cinco días después de la marcha, el miembro del Politburó Günter Schabowski anunció que todas las leyes que limitaban los viajes al extranjero habían sido abolidas, una de las principales reclamaciones en la convocatoria. Sin embargo, un error en su alocución, respondiendo a la pregunta del periodista italiano Riccardo Ehrman, provocó que miles de alemanes orientales salieran en la misma noche al Muro de Berlín, donde los guardias tuvieron que dejarles pasar. Schabowski fue expulsado de inmediato del Partido.
La apertura del Muro fue el punto de partida para la llegada de la democracia y libertades civiles, y concluyó con la reunificación alemana el 3 de octubre de 1990, cuando la RDA fue absorbida por la RFA. La manifestación de Alexanderplatz está considerada como una de las más importantes en el proceso de cambios, junto con las marchas del lunes en Leipzig.